# پرواز ۴۴۵ برینگ ایر
در تاریخ ۶ فوریه ۲۰۲۵، پرواز ۴۴۵ شرکت هواپیمایی برینگ ایر، یک هواپیمای سسنا ۲۰۸بی گرند کاراوان که از فرودگاه اونالاکلیت به سمت فرودگاه نوم در حال پرواز بود، هنگام عبور از منطقه خلیج نورتون ناپدید شد. این هواپیما ده نفر سرنشین داشت و گارد ساحلی ایالات متحده جستجو برای یافتن آن را آغاز کرد. لاشه هواپیما یک روز بعد پیدا شد و همه ۱۰ سرنشین هواپیما کشته شده بودند.

## شرح حادثه
پرواز ۴۴۵ در ساعت ۲:۳۷ بعدازظهر به وقت آلاسکا از فرودگاه اونالاکلیت برخاست و قرار بود ساعت ۴:۲۰ بعدازظهر به فرودگاه نوم برسد، اما در ساعت ۳:۲۰ بعدازظهر ارسال موقعیت خود را متوقف کرد.

## هواپیما
هواپیما یک سسنا ۲۰۸ کاروان با شماره ثبت N321BA متعلق به برینگ ایر بود.

## یادکرد ویکی‌پدیا
- مشارکت‌کنندگان ویکی‌پدیا. «Bering Air Flight 445». در دانشنامهٔ ویکی‌پدیای انگلیسی، بازبینی‌شده در ۱۷ فوریهٔ ۲۰۲۵.